# Борисова, Мария Олеговна
Мария Олеговна Борисова (род. 28 июля 1997 года) — российская ватерполистка, защитница СКИФ ЦСП «Крылатское» и сборной России. Заслуженный мастер спорта России (2016).

## Карьера
Серебряный призёр Кубка России (2013).
Участница чемпионата Европы 2014 года.
Бронзовый призёр первенства мира (2015).
Бронзовый призёр Олимпийских игр (2016). По итогам выступления в Рио-де-Жанейро награждена медалью ордена «За заслуги перед Отечеством» II степени (25 августа 2016 года) и удостоена почётного звания заслуженный мастер спорта России.
Учится в Российском государственном университете физической культуры, спорта, молодёжи и туризма.